# 30e cérémonie des Golden Globes
La 30e cérémonie des Golden Globes a eu lieu le 28 janvier 1973, récompensant les films et séries diffusés en 1972 et les professionnels s'étant distingués cette année-là.

## Palmarès
Les lauréats sont indiqués ci-dessous en premier de chaque catégorie et en caractères gras.

### Cinéma

#### Meilleur film dramatique
- Le Parrain (The Godfather)
  - L'aventure du Poséidon (The Poseidon Adventure)
  - Délivrance (Déliverance)
  - Frenzy
  - Le Limier (Sleuth)

#### Meilleur film musical ou comédie
- Cabaret
  - 1776
  - Avanti!
  - Butterflies Are Free
  - Voyages avec ma tante (Travels with My Aunt)

#### Meilleur réalisateur
- Francis Ford Coppola pour Le Parrain (The Godfather)
  - John Boorman pour Délivrance (Déliverance)
  - Alfred Hitchcock pour Frenzy
  - Bob Fosse pour Cabaret
  - Billy Wilder pour Avanti!

#### Meilleur acteur dans un film dramatique
- Marlon Brando pour le rôle de Don Vito Corleone dans Le Parrain (The Godfather)
  - Al Pacino pour le rôle de Michael Corleone dans Le Parrain (The Godfather)
  - Michael Caine pour le rôle de Milo Tindle dans Le Limier (Sleuth)
  - Laurence Olivier pour le rôle d'Andrew Wyke dans Le Limier (Sleuth)
  - Jon Voight pour le rôle d'Ed Gentry dans Délivrance (Deliverance)

#### Meilleure actrice dans un film dramatique
- Liv Ullmann pour le rôle de Kristina Nilsson dans Les Émigrants (Utvandrarna)
  - Diana Ross pour le rôle de Billie Holiday dans Lady Sings the Blues
  - Cicely Tyson pour le rôle de Rebecca Morgan dans Sounder
  - Trish Van Devere pour le rôle d'Amy Brower dans La Femme sans mari (One Is a Lonely Number)
  - Tuesday Weld pour le rôle de Maria Wyeth Lang dans Play It As It Lays
  - Joanne Woodward pour le rôle de Beatrice dans De l'influence des rayons gamma sur le comportement des marguerites (The Effect of Gamma Rays on Man-in-the-Moon Marigolds)

#### Meilleur acteur dans un film musical ou une comédie
- Jack Lemmon pour le rôle de Wendell Armbruster, Jr. dans Avanti!
  - Edward Albert pour le rôle de Don Baker dans Butterflies Are Free
  - Charles Grodin pour le rôle de Lenny Cantrow dans Le Brise-cœur (The Heartbreak Kid)
  - Walter Matthau pour le rôle de Pete dans Peter et Tillie (Pete 'n' Tillie)
  - Peter O'Toole pour le rôle de Don Quixote de La Manch… dans L'Homme de la Manche (Man of La Mancha)

#### Meilleure actrice dans un film musical ou une comédie
- Liza Minnelli pour le rôle de Sally Bowles dans Cabaret
  - Carol Burnett pour le rôle de Tillie dans Peter et Tillie (Pete 'n' Tillie)
  - Goldie Hawn pour le rôle de Jill Tanner dans Butterflies Are Free
  - Juliet Mills pour le rôle de Pamela Piggott dans Avanti!
  - Maggie Smith pour le rôle d'Augusta Bertram dans Voyages avec ma tante (Travels with My Aunt)

#### Meilleur acteur dans un second rôle
- Joel Grey pour le rôle du maître de cérémonie dans Cabaret
  - James Caan pour le rôle de Sonny Corleone dans Le Parrain (The Godfather)
  - Alec McCowen pour le rôle d'Henry Pulling dans Voyages avec ma tante (Travels with My Aunt)
  - James Coco pour le rôle de Sancho Panza… dans L'Homme de la Manche (Man of La Mancha)
  - Clive Revill pour le rôle de Carlo Carlucci dans Avanti!

#### Meilleure actrice dans un second rôle
- Shelley Winters pour le rôle de Belle Rosen dans L'aventure du Poséidon (The Poseidon Adventure)
  - Marisa Berenson pour le rôle de Natalia Landauer dans Cabaret
  - Jeannie Berlin pour le rôle de Lila Kolodny dans Le Brise-cœur (The Heartbreak Kid)
  - Helena Kallianiotes pour le rôle de Jackie Burdette dans Kansas City Bomber
  - Geraldine Page pour le rôle de Gertrude dans Peter et Tillie (Pete 'n' Tillie)

#### Meilleur scénario
- Le Parrain (The Godfather) – Francis Ford Coppola, Mario Puzo
  - Avanti! – I.A.L. Diamond et Billy Wilder
  - Délivrance (Déliverance) – James Dickey
  - Frenzy – Anthony Shaffer
  - Cabaret – Jay Presson Allen
  - Le Brise-cœur (The Heartbreak Kid) – Neil Simon

#### Meilleure chanson originale
- "Ben" interprétée par Michael Jackson – Ben
  - "The Morning After" interprétée par Carol Lynley – L'aventure du Poséidon (The Poseidon Adventure)
  - "Dueling Banjos" interprétée par Eric Weissberg – Délivrance (Déliverance)
  - "Carry Me" interprétée par Steve Adler – Butterflies Are Free
  - "Take Me Home" interprétée par Renée Armand – Molly and Lawless John
  - "Marmalade, Molasses and Honey" interprétée par Andy Williams – Juge et Hors-la-loi (The Life and Times of Judge Roy Bean)
  - "Mein Herr" interprétée par Liza Minnelli – Cabaret
  - "Money, Money" interprétée par Liza Minnelli et Joel Grey – Cabaret

#### Meilleure musique de film
- Le Parrain (The Godfather) – Nino Rota
  - Frenzy – Ron Goodwin
  - Lady Sings the Blues – Michel Legrand
  - Guet-apens (The Getaway) – Quincy Jones
  - L'aventure du Poséidon (The Poseidon Adventure) – John Williams

#### Meilleur film étranger en langue anglaise
- Les Griffes du lion (Young Winston) •  États-Unis /  Royaume-Uni
  - Images •  États-Unis /  Royaume-Uni
  - Living Free •  Royaume-Uni
  - Dieu et mon droit (The Ruling Class) •  Royaume-Uni
  - Une belle tigresse (Zee and Co.) •  Royaume-Uni

#### Meilleur film étranger
- Les Émigrants (Utvandrarna) •  Suède
- Le Nouveau Monde (Nybyggarna) •  Suède
  - Le Charme discret de la bourgeoisie •  France
  - Cris et Chuchotements (Viskningar och rop) •  Suède
  - Espejismo •  Pérou
  - Fellini Roma (Roma) •  Italie /  France

#### Golden Globe du meilleur documentaire
La récompense avait déjà été décernée.
- Elvis on Tour
- Walls of Fire
  - Marjoe
  - Russia
  - Sapporo Orinpikku

#### Golden Globe de la révélation masculine de l'année
La récompense avait déjà été décernée.
- Edward Albert pour le rôle de Don Baker dans Butterflies Are Free
  - Frederic Forrest pour le rôle de Tom Black Bull alias "killer" dans Quand meurent les légendes (When the legends die)
  - Kevin Hooks pour le rôle de David Lee Morgan dans Sounder
  - Michael Sacks pour le rôle de Billy Pilgrim dans Abattoir 5 (Slaughterhouse-Five)
  - Simon Ward pour le rôle de Winston Churchill dans Les Griffes du lion (Young Winston)

#### Golden Globe de la révélation féminine de l'année
La récompense avait déjà été décernée.[pas clair]
- Diana Ross pour le rôle de Billie Holiday dans Lady Sings the Blues
  - Sian Barbara Allen pour le rôle de Kathleen dans You'll Like My Mother
  - Marisa Berenson pour le rôle de Natalia Landauer dans Cabaret
  - Mary Costa pour le rôle de Jetty Treffz dans Toute la ville danse (The Great Waltz )
  - Madeline Kahn pour le rôle d'Eunice Burns dans On s'fait la valise, Doc? (What's Up, Doc?)
  - Victoria Principal pour le rôle de Maria Elena dans Juge et Hors-la-loi (The Life and Times of Judge Roy Bean)

### Télévision
Note : le symbole « ♕ » rappelle le gagnant de l'année précédente (si nomination).

#### Meilleure série dramatique
- Columbo
  - La Famille des collines (The Waltons)
  - América
  - Mannix
  - Médecins d'aujourd'hui (Medical Center)

#### Meilleure série musicale ou comique
- All in the Family
  - The Mary Tyler Moore Show
  - M*A*S*H
  - Maude
  - The Sonny and Cher Comedy Hour

#### Meilleur acteur dans une série dramatique
- Peter Falk pour le rôle du Lieutenant Columbo dans Columbo
  - Mike Connors pour le rôle de Joe Mannix dans Mannix
  - William Conrad pour le rôle de Frank Cannon dans Cannon
  - Chad Everett pour le rôle du Dr Joe Gannon dans Médecins d'aujourd'hui (Medical Center)
  - David Hartman pour le rôle du Dr Paul Hunter dans The Bold Ones: The New Doctors
  - Robert Young pour le rôle du Dr Marcus Welby dans Docteur Marcus Welby (Marcus Welby, M.D.)

#### Meilleure actrice dans une série dramatique
- Gail Fisher pour le rôle de Peggy Fair dans Mannix
  - Ellen Corby pour le rôle d'Esther Walton dans La Famille des collines (The Waltons)
  - Anne Jeffreys pour le rôle de Sybil Van Loween dans The Delphi Bureau (en)
  - Michael Learned pour le rôle d'Olivia «Livie» Walton dans La Famille des collines (The Waltons)
  - Peggy Lipton pour le rôle de Julie Barnes dans La Nouvelle Équipe (The Mod Squad)
  - Susan Saint James pour le rôle de Sally McMillan dans McMillan (McMillan & Wife)

#### Meilleur acteur dans une série musicale ou comique
- Redd Foxx pour le rôle de Fred G. Sanford dans Sanford and Son
  - Alan Alda pour le rôle de Benjamin Pierce dans M*A*S*H
  - Bill Cosby pour le rôle de l'"Hôte" dans The New Bill Cosby Show
  - Paul Lynde pour le rôle de Paul Simms dans The Paul Lynde Show
  - Flip Wilson pour son propre rôle dans The Flip Wilson Show
  - Carroll O'Connor pour le rôle d'Archie Bunker dans All in the Family ♕

#### Meilleure actrice dans une série musicale ou comique
- Jean Stapleton pour le rôle d'Edith Bunker dans All in the Family
  - Julie Andrews pour son propre rôle dans The Julie Andrews Hour
  - Beatrice Arthur pour le rôle de Maude Finley dans Maude
  - Carol Burnett pour le rôle de plusieurs personnages dans The Carol Burnett Show ♕
  - Mary Tyler Moore pour le rôle de Mary Richards dans The Mary Tyler Moore Show

#### Meilleur acteur dans un second rôle dans une série, une mini-série ou un téléfilm
- James Brolin pour le rôle du Dr Steven Kiley dans Docteur Marcus Welby (Marcus Welby M.D.)
  - Edward Asner pour le rôle de Lou Grant dans The Mary Tyler Moore Show ♕
  - Ted Knight pour le rôle de Ted Baxter dans The Mary Tyler Moore Show
  - Harvey Korman pour le rôle de plusieurs personnages dans The Carol Burnett Show
  - Rob Reiner pour le rôle de Michael Stivic dans All in the Family

#### Meilleure actrice dans un second rôle dans une série, une mini-série ou un téléfilm
- Ruth Buzzi pour plusieurs personnages dans Rowan & Martin's Laugh-In
  - Sally Struthers pour le rôle de Gloria Stivic dans All in the Family
  - Audra Lindley pour le rôle d'Amy Fitzgerald dans Bridget Loves Bernie
  - Vicki Lawrence pour le rôle de plusieurs personnages dans The Carol Burnett Show
  - Elena Verdugo pour le rôle de Consuelo Lopez dans Docteur Marcus Welby (Marcus Welby, M.D.)
  - Susan Dey pour le rôle de Laurie Partridge dans The Partridge Family

#### Meilleur téléfilm
- That Certain Summer
  - Footsteps
  - The Glass House
  - Kung Fu pour l'épisode "Pilot (#1.0)"
  - A War of Children

#### Meilleure émission spéciale musicale ou de variétés
- Léonard de Vinci
  - The Undersea World of Jacques Cousteau pour l'épisode "Forgotten Mermaids".
  - Playhouse 90 pour "Look Homeward Angel" special.
  - The 1972 Summer Olympics
  - The Search for the Nile

### Cecil B. DeMille Award
- Samuel Goldwyn

### Miss Golden Globe
- Kelley Miles

### Henrietta Award
Récompensant un acteur et une actrice.
- Jane Fonda
- Marlon Brando

## Récompenses et nominations multiples

### Nominations multiples

#### Cinéma
9 : Cabaret
7 : Le Parrain
6 : Avanti!
5 : Butterflies Are Free, Délivrance
4 : L'aventure du Poséidon, Frenzy
3 : Peter et Tillie, Le Brise-cœur, Lady Sings the Blues, Voyages avec ma tante, Le Limier
2 : Les Émigrants, Les Griffes du lion, Juge et Hors-la-loi, L'Homme de la Manche, Sounder

### Récompenses multiples

#### Cinéma
5 / 7 : Le Parrain
3 / 9 : Cabaret
2 / 2 : Les Émigrants

### Les grands perdants

#### Cinéma
1 / 6 : Avanti!